# Львиный каскад
Львиный каскад — один из каскадов Дворцово-паркового ансамбля Петергоф. Единственный каскад Нижнего парка, расположенный не на склоне, а на террасе.

## История
В идею обустройства Нижнего парка был положен принцип: каждому дворцу должен соответствовать каскад. В 1721 году началось строительство павильона «Эрмитаж» и разбивалась аллея, ведущая к нему. По первоначальному плану перспективу Эрмитажной аллеи с южной стороны должен был замкнуть Эрмитажный каскад.
Проект каскада, в петровских набросках именуемого «Моисеевым каскадом», был подготовлен архитектором Николо Микетти, однако первоначальный замысел не осуществился. К реализации принципа «дворец — каскад» вернулись в конце XVIII века, когда по проекту А. Н. Воронихина началось строительство Эрмитажного каскада. Каскад, сооружённый в 1799—1801 годах, представлял собой прямоугольный бассейн с двумя полукруглыми водопадными уступами из пудостского камня и с восемью плоскими фонтанными мраморными чашами — вазы из тивдийского светло-розового мрамора были изготовлены по рисунку Воронихина и установлены в 1805 году. В качестве скульптурного декора изначально использовались мраморные статуи Геркулеса и Флоры, однако через год (весной 1801 года) их заменили на бронзовые фигуры львов, изготовленные по моделям И. П. Прокофьева. Каскад, по местоположению именовавшийся Эрмитажным, получил своё второе, более известное название.
В 1854—1857 годах по проекту А. И. Штакеншнейдера каскад был полностью перестроен (из-за разрушения основного материала, пудостского известняка; четыре воронихинские чаши из каскада после перестройки украшали Собственную дачу и дачу Молво, с 1930 года стояли в Верхнем саду, после Великой Отечественной войны одну из них установили в фонтан «Ваза», ещё две сохранены в фондах). Бассейн был увеличен (сейчас его размеры 30 х 18,5 м); на гранитном цоколе, повторяющем старый контур, установили трёхстороннюю монументальную колоннаду из 14 восьмиметровых ионических колонн из тёмно-серого сердобольского гранита, с капителями, архитравом и базами, изготовленными из белоснежного карарского мрамора. В промежутках между колоннами расположили 12 чаш, сделанными Петергофской гранильной фабрикой из того же мрамора, с одноструйными фонтанами. Снизу каскад декорировали маскаронами, которые расположились под каждой чашей. Посреди колоннады на горке из гранитных глыб была установлена статуя работы Ф. П. Толстого «Нимфа Аганиппа». Из прежнего декора остались только львы, из пастей которых изливаются струи воды.
Каскад, решённый в стилистике позднего классицизма, несколько необычен для петергофского ансамбля. Его выделяют строгость античных форм, лаконичность водного оформления, подчёркнуто сдержанные цвета камня, полное отсутствие золочёных деталей.
Во время Великой Отечественной войны каскад серьёзно пострадал, был взорван, скульптуры были похищены; остались лишь цоколь, часть колоннады и повреждённые мраморные чаши. Проект восстановления был разработан под руководством В. С. Баниге. Реставрация заняла продолжительное время — лишь в августе 2000 каскад вновь заработал.

## Галерея

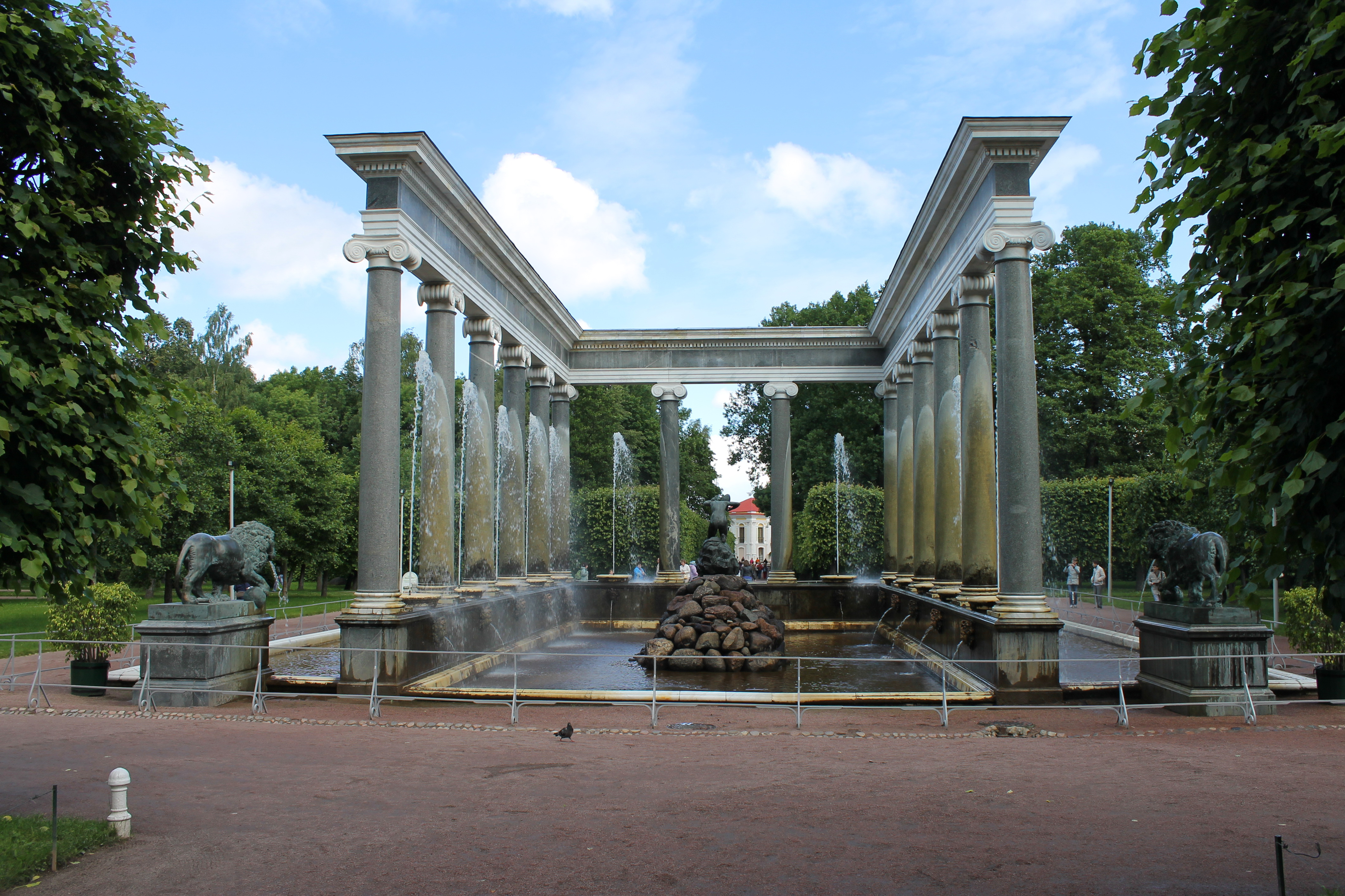
Львиный каскад с южной стороны
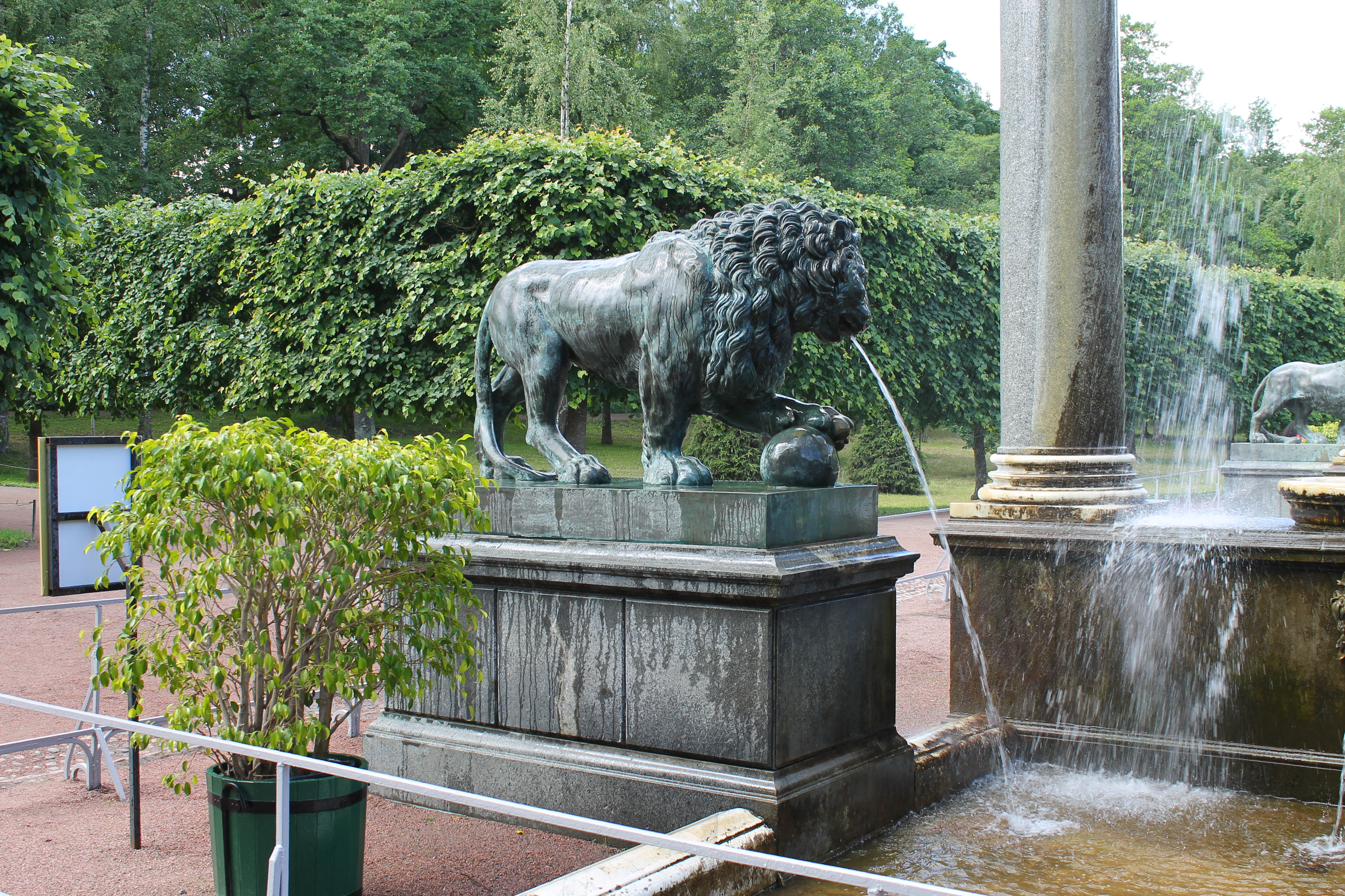
Львы
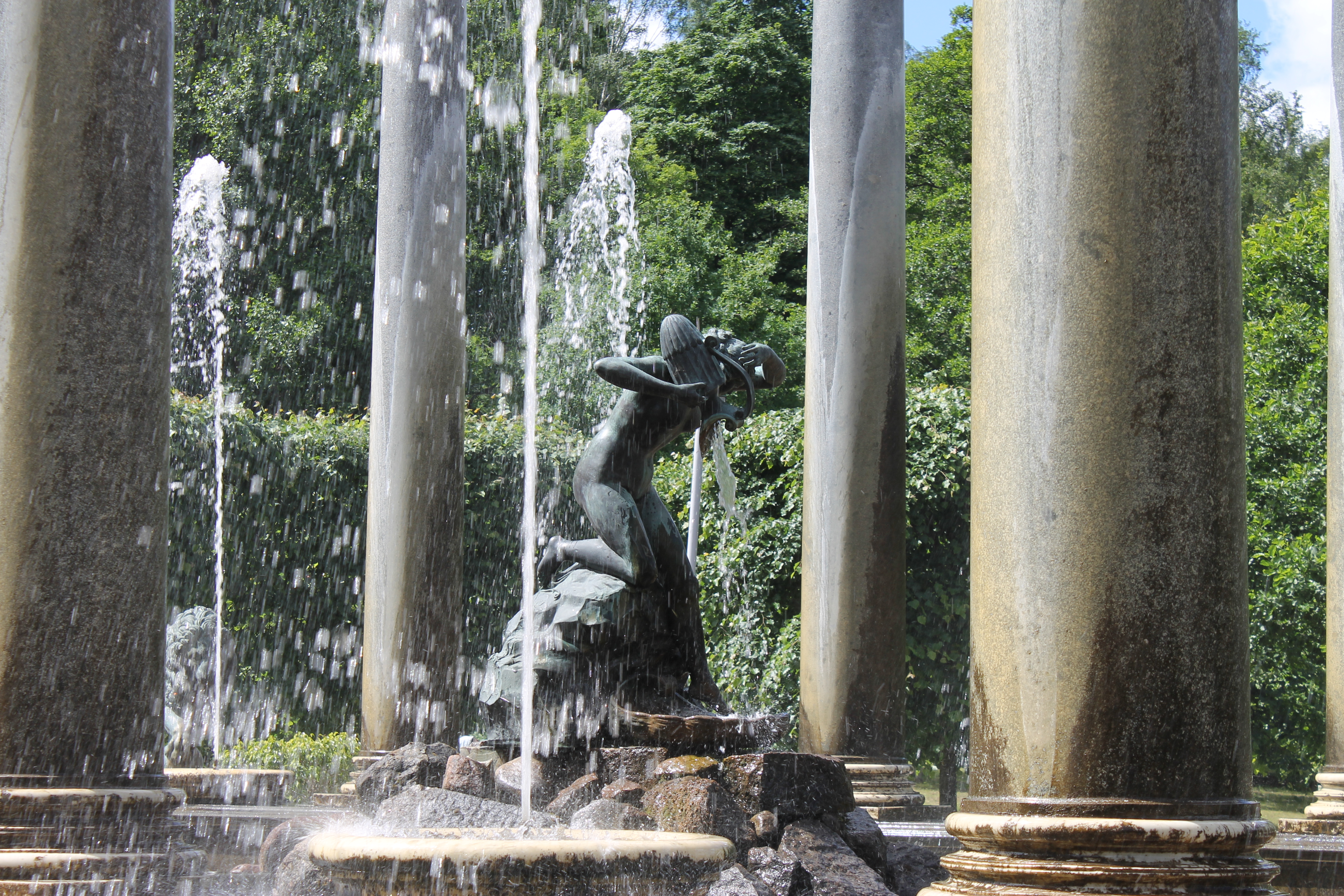
Статуя нимфы
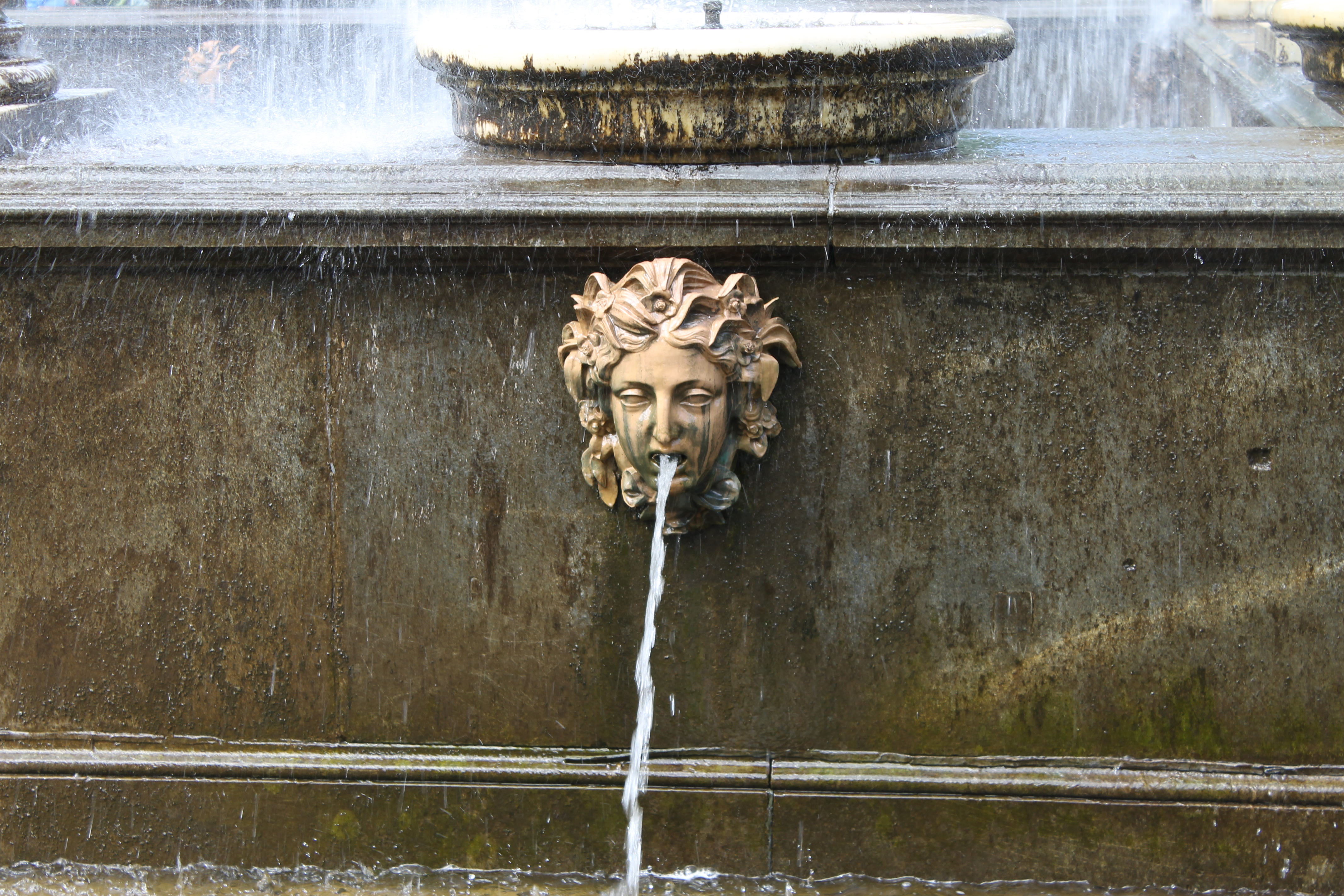
Маскарон на постаменте